# Eugénie Droz
Eugénie Droz (La Chaux-de-Fonds, 21 maart 1893 - Genève, 19 september 1976) was een Zwitserse uitgeefster. In 1924 richtte ze de Librairie Droz op.

## Biografie
Eugénie Droz was een dochter van Frédéric Zahn en Laure Amélie Droz. In 1919 kreeg ze de toelating om de naam van haar moeder te dragen. Nadat ze haar lerarendiploma behaalde verbleef Droz een tijdje in Duitsland en behaalde ze in 1916 een licenciaat in de letteren aan de Universiteit van Neuchâtel. Vervolgens studeerde ze van 1916 tot 1923 filologie en geschiedenis aan een hogeschool in Parijs, waar ze overigens Gabrielle Berthoud leerde kennen. In 1935 zou ze uiteindelijk in Neuchâtel een doctoraat in de letteren behalen. In 1924 opende ze een boekenwinkel en uitgeverij in Parijs, de Librairie Droz, die ze in 1948 verhuisde naar Genève en die ze zou blijven leiden tot 1963. In 1934 richtte ze het tijdschrift Humanisme et Renaissance op en in 1950 de Travaux d'Humanisme et Renaissance. Haar eigen publicaties handelden vooral over de literatuur uit de 15e eeuw, de Franse renaissance, de Reformatie en de typografie.

## Trivia
- De leeszaal van de bibliotheek van Genève, de Salle de lecture Eugénie Droz werd naar haar vernoemd.[2]

## Onderscheidingen
- Docteur honoris causa aan de Universiteit van Lausanne
- Docteur honoris causa aan de Universiteit van Keulen